# Alónnisos
Alónnisos (en griego: Αλόννησος) es una isla del mar Egeo. Después de Skiathos y Skópelos es el tercer miembro de la Espóradas del Norte o septentrionales. Se encuentra a 3 km (2 mn) al este de la isla de Skópelos. Alónissos es también el nombre de una aldea en la isla, así como el municipio que abarca la isla y el pueblo.
El pueblo de Alónissos está situado en la parte sur de la isla. Es conocida localmente como «Jora» o «Hora» (Χώρα). La bahía en el extremo sur de la isla también se llama Alónissos.
El municipio de Alonissos incluye las cercanas islas de Adelfí, Gioura, Kyrá Panagiá (Pélagos), Peristerá, Piperi, Psathoura y Skantzoura.

## Historia
En la Antigüedad, se conocía con el nombre de Icos (en griego, Ἴκος) tanto a la isla como a una ciudad situada en la parte suroriental de la que se conservan restos de muros del siglo IV a. C. y que formó parte de la Liga de Delos puesto que aparece en los registros de tributos a Atenas entre los años 451/0 y 429/8 a. C. y posteriormente de la Segunda Liga ateniense, fundada en el año 377 a. C. En el Periplo del Pseudo-Escílax se dice que era una dípolis pero no hay testimonios de la existencia de otra antigua ciudad en la isla.

## Puerto
El principal puerto de la isla se encuentra en el sureste y se llama Patitiri. Hay servicio de ferry y catamarán de Patitiri a:
- Volos, Agios Konstantinos, y Tesalónica en el continente

- Las islas de Evia (Eubea), Skiathos, Skópelos y Skyros.